# Renato Cosentino
Renato Cosentino (16 de novembro de 1909 - 14 de junho de 1996) foi um marinheiro italiano. Ele competiu nos 6 metros mistos nos Jogos Olímpicos de Verão de 1936 e 1948.